# Birgitte Nauntofte
Birgitte Dissing Nauntofte (født 25. juni 1958 på Frederiksberg) er en dansk professor og forsker, der fra 2009 til februar 2021 var den øverste direktør for Novo Nordisk Fonden.
Hun er oprindeligt uddannet fra Københavns Tandlægehøjskole og begyndte sin karriere som tandlæge. Hun begyndte herefter at forske, og var forinden direktørposten professor og prodekan for Det Sundhedsvidenskabelige Fakultet på Københavns Universitet. Hun har derudover haft en række bestyrelsesposter og tillidsposter.

## Baggrund
Birgitte Nauntofte blev født i 1958 på Frederiksberg. Hun blev uddannet tandlæge fra Københavns Tandlægehøjskole som 24-årig i 1982. Hun byggede ovenpå med licentiatgraden (lic.odont.) i 1985, og blev endelig dr.odont. ved det Sundhedsvidenskabelige Fakultet på Københavns Universitet i 1993.
Fra 2000 og frem til 2009 var hun professor for Klinisk Oral Fysiologi ved Københavns Universitet, mens hun i 2002 samtidig blev udnævnt til prodekan for det Sundhedsvidenskabelige Fakultet.
Hendes forskning har fokus på spytkirtlernes fysiologi og patofysiologi ved eksempelvis systemiske sygdomme og deres behandling herunder som følge af strålebehandling og kemoterapi.
I 2009 afløste hun pr. 1. august Gert Almind som direktør i Novo Nordisk Fonden, hvis nordiske forskningskomité hun også tidligere har været medlem af i fem år.
Privat er hun bosat i Charlottenlund og gift med professor, dr.scient. Steen Dissing. Sammen har de to døtre.

## Blå bog
Birgitte Nauntofte har foruden sine ansættelser ved KU og Novo Nordisk Fonden haft følgende virker :

### Bestyrelsesposter
- Bestyrelsesmedlem i BioInnovation Institute (december 2020 - nu)
- Bestyrelsesmedlem i LIFE Fonden (december 2020 - nu)
- Næstformand for bestyrelsen for Steno Diabetes Center (2009 - ultimo 2016)
- Bestyrelsesformand for Kennedy Centret (4 år)
- Medlem af bestyrelsen for Danmarks Farmaceutiske Universitet (4 år)

### Uddrag af tillidsposter
- Medlem af Komitéen for god Fondsledelse (2014- nu)
- Medlem af Danmarks Forsknings- og Innovationspolitiske Råd (2014- nu)
- Medlem af Udvalg for kvalitet og relevans i de videregående uddannelser, Uddannelsesministeriet (2013-14)
- Næstformand for og medlem af Det Frie Forskningsråd – det tidligere sundhedsvidenskabelige forskningsråd (6 år)
- Dansk repræsentant i komiteen for Nordic Research Collaboration in Medicine, NOS-m (3 år)
- Medlem af Nordisk Forskningskomite, Novo Nordisk Fonden (5 år)
- Medlem af Program Committee for Anatomy and Physiology såvel som Committee for Biology and Biomedicine under Norges forskningsråd (hhv. 3 år og 2 år)
- Medlem af styregruppen for dansk-kinesisk vidensamarbejde, Ministeriet for Forskning, Innovation og Videregående Uddannelser (4 år)

### Andet
- Vejleder for talrige Ph.d.-studerende (inkl. Erhvervs-Ph.d) og postdoctoral fellows
- Arrangør og ansvarlig for internationale videnskabelige konferencer og symposier[hvilke?]
- Referee på internationale videnskabelige tidsskrifter[hvilke?]
- Redaktør og medlem af redaktionen på videnskabelige tidsskrifter[hvilke?]
- Bestyrelsesmedlem og formand for videnskabelige organisationer[hvilke?]